# جيبسي أبوت
جيبسي أبوت (بالإنجليزية: Gypsy Abbott)‏ (31 يناير 1896 - 25 يوليو 1952) ممثلة أفلام صامتة أمريكية.

## أعمالها

### أفلام
- 1913 طريق الحزن
- 1914 معاودة الأتصال[3]
- 1914 مفتاح الأمس
- 1914 الرجل الدي لا يستطيع ان يخسر
- 1914 سانت المو
- 1915 من يدفع
- 1915 بيولا[4]
- 1915 من أجل الكومنولث

## روابط خارجية
- جيبسي أبوت على موقع IMDb (الإنجليزية)
- جيبسي أبوت على موقع قاعدة بيانات الفيلم (الإنجليزية)